# Johnnie To

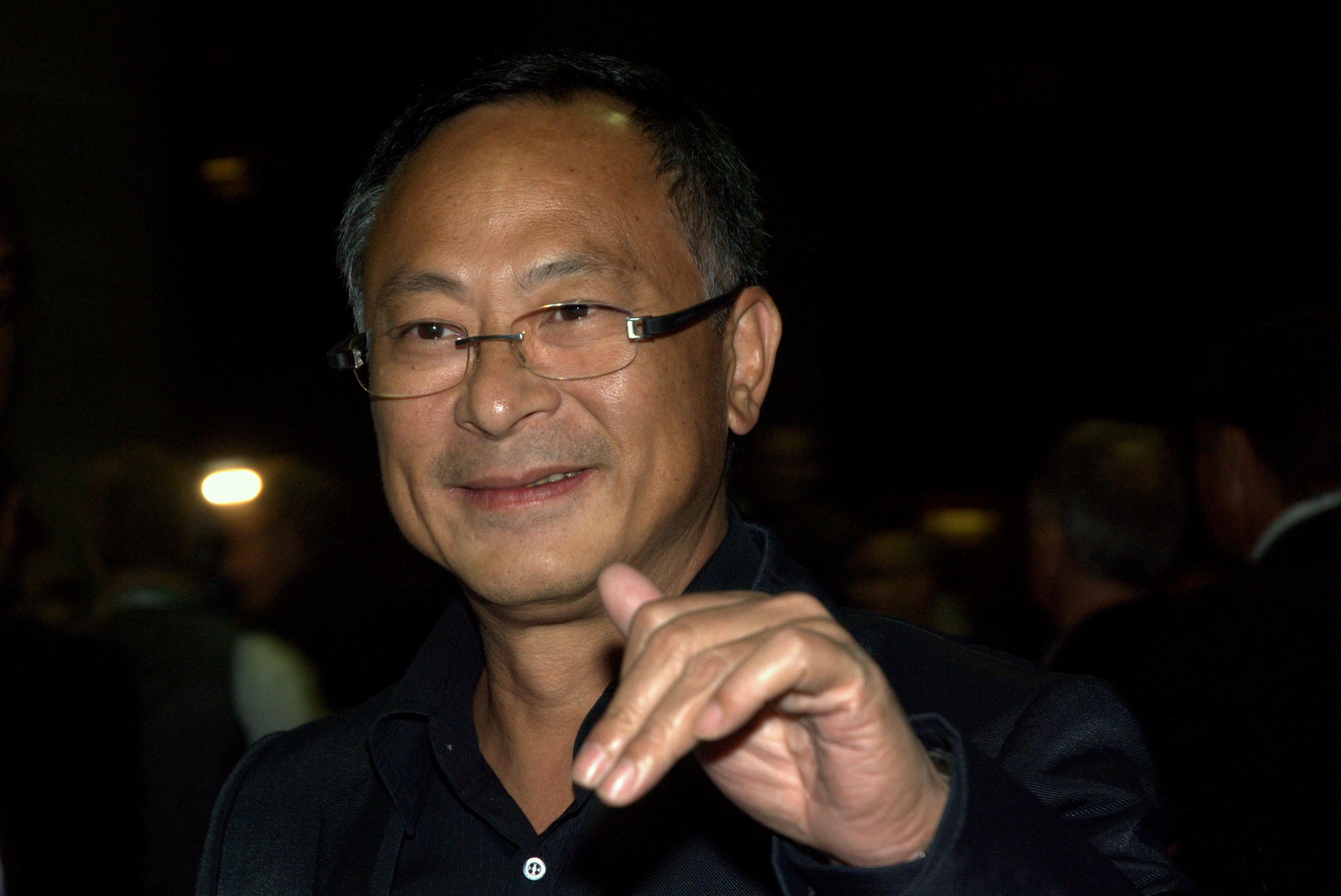
To vid Torontos filmfestival 2009

Johnnie To Kei-Fung (杜琪峯), född 22 april 1955 i Hongkong, är en hongkongesisk filmregissör och producent. Utöver sitt höga arbetstempo är han i väst främst känd för sina stiliserade gangsterfilmer, men han har jobbat inom flera olika genrer. 1996 grundade han produktionsbolaget Milkyway Image. Han har ofta samarbetat med manusförfattaren Wai Ka-Fai.

## Filmografi som regissör
- Bi shui han shan duo ming jin (1980)
- Kai xin gui zhuang gui (1986)
- Qi nian zhi yang (1987)
- Ba xing bao xi (1988)
- Cheng shi te jing (1988)
- Ji xing gong zhao (1989)
- A Lang de gu shi (1989)
- Dak ging 90 II - Zi mong meng tin ngaai (1990)
- Ai de shi jie (1990)
- Sha Tan-Zi yu Zhou Shih-Nai (1991)
- Sam sei goon (1992)
- Ti dao bao (1992)
- Zhi zu wu shang II yong ba tian xia (1993)
- Chik geuk siu ji (1993)
- The Heroic Trio (Dung fong saam hap) (1993)
- Chai gong (1993)
- Xian dai hao xia zhuan (1993)
- Wu wei shen tan (1995)
- Shi wan huo ji (1997)
- Tian ruo you qing III: Feng huo jia ren (1997)
- Chan sam ying hung (1998)
- Joi gin a long (1999)
- Am zin (1999)
- Cheung fo (1999)
- Goo laam gwa lui (2000)
- Chung mo yim (2001)
- Lat sau wui cheun (2001)
- Sau san naam neui (2001)
- Chuen jik sat sau (2001)
- Am zin 2 (2001)
- Lik goo lik goo san nin choi (2002)
- Ngo joh aan gin diy gwai (2002)
- Baak nin hiu gap (2003)
- PTU (2003)
- Heung joh chow heung yau chow (2003)
- Daai chek liu (2003)
- Breaking News (Dai si gein) (2004)
- Yau doh lung fu bong (2004)
- Lung fung dau (2004)
- Election (Hak se wui) (2005)
- Election II - Triaden (Hak se wui yi wo wai kwai) (2006)
- Fong juk (2006)
- Tie saam gok (2007)
- Sun taam (2007)
- Hu die fei (2008)
- Man jeuk (2008)
- Fuk sau (2009)
- Daan gyun naam yu (2011)
- Duo Ming Jin (2011)
- Gao hai ba zhi lian II (2012)